# Shane Larkin
DeShane Davis "Shane" Larkin (Cincinnati, Ohio, 2 de octubre de 1992) es un jugador de baloncesto estadounidense, nacionalizado turco, que pertenece a la plantilla del Anadolu Efes S.K. de la BSL turca. Con 1,80 metros de altura, juega en la posición de base. Es el hijo del jugador de béisbol Barry Larkin.

## Trayectoria deportiva

### Universidad
Jugó durante dos temporadas con los Hurricanes de la Universidad de Miami, en las que promedió 11,2 puntos, 3,2 rebotes y 3,6 asistencias por partido. Al término de su primera temporada fue incluido en el mejor quinteto de novatos de la Atlantic Coast Conference, tras promediar 7,4 puntos, 2,2 rebotes, 2,5 asistencias y 1,6 robos de balón.
La temporada siguiente fue la de su consagración. Tras promediar 14,5 puntos y 4,6 asistencias por partido, fue incluido en el mejor quinteto de la ACC y elegido Jugador del Año junto a Erick Green de Virginia Tech. Además, fue galardonado con el Premio Lute Olson al jugador más destacado de la NCAA, e incluido en el 2º equipo All-American por Associated Press y la NABC.

### Profesional
Fue elegido en la decimoctava posición del Draft de la NBA de 2013 por Atlanta Hawks, pero fue traspasado a Dallas Mavericks a cambio de Jared Cunningham, Lucas Nogueira y Mike Muscala. Durante la NBA Summer League se rompió la rodilla, lo que lo tuvo cuatro meses apartado de los terrenos de juego. Finalmente debutó el 18 de noviembre ante los Philadelphia 76ers, consiguiendo 3 puntos, 3 asistencias y 3 robos de balón. El 23 de abril de 2014, Larkin hizo su debut en la postemporada de la NBA contra los San Antonio Spurs en el segundo partido de la primera ronda de la conferencia oeste.
Durante su temporada de rookie, tuvo múltiples asignaciones a los Texas Legends de la NBA Development League.
El 25 de junio de 2014, Larkin junto a sus tres compañeros de equipo, el escolta Wayne Ellington, el base José Calderón y el pívot Samuel Dalembert, y los picks 31 y 54 de la segunda ronda del Draft de la NBA de 2014 fueron enviados a los New York Knicks a cambio de Tyson Chandler y Raymond Felton.
El 10 de agosto de 2016 ficha por el Saski Baskonia de Liga ACB y Euroleague.
El 31 de julio de 2017 ficha por los Boston Celtics de la NBA.
En julio de 2018 fichó por el Anadolu Efes S.K. de la liga turca. El 29 de noviembre de 2019 batió el récord absoluto de anotación en un solo partido de la Euroliga, con 49 puntos contra el Bayern de Múnich. Dos meses después consiguió otro récord al ser el primer jugador proclamado MVP de la jornada en la Euroliga en cuatro jornadas consecutivas.
En la temporada 2023-24 el Efes se quedó fuera de los playoffs de la Euroliga a pesar de que Larkin promedió 16,8 puntos por partido con 5,1 asistencias y 2,8 rebotes en 31,5 minutos con un 39,1 por ciento en triples. El 3 de mayo de 2024 renovó oficialmente su contrato con el equipo turco por cuatro temporadas más, hasta 2028.

### Selección nacional
En septiembre de 2022 disputó con el combinado absoluto turco el EuroBasket 2022, finalizando en décima posición.

## Estadísticas de su carrera en la NBA

### Temporada regular
| Año     | Equipo   | PJ  | PT | MPP  | %TC  | %3P  | %TL  | RPP | APP | ROB | TPP | PPP |
| ------- | -------- | --- | -- | ---- | ---- | ---- | ---- | --- | --- | --- | --- | --- |
| 2013-14 | Dallas   | 48  | 0  | 10.2 | .380 | .316 | .640 | .9  | 1.5 | .5  | .0  | 2.8 |
| 2014-15 | New York | 76  | 22 | 24.5 | .433 | .302 | .782 | 2.3 | 3.0 | 1.2 | .1  | 6.2 |
| 2015-16 | Brooklyn | 78  | 17 | 22.4 | .442 | .361 | .776 | 2.3 | 4.4 | 1.2 | .2  | 7.3 |
| 2017-18 | Boston   | 54  | 2  | 14.4 | .384 | .360 | .865 | 1.7 | 1.8 | .5  | .1  | 4.3 |
| Total   | Total    | 256 | 41 | 19.1 | .422 | .336 | .777 | 1.9 | 2.9 | .9  | .1  | 5.5 |

### Playoffs
| Año   | Equipo | PJ | PT | MPP | %TC  | %3P  | %TL  | RPP | APP | ROB | TPP | PPP |
| ----- | ------ | -- | -- | --- | ---- | ---- | ---- | --- | --- | --- | --- | --- |
| 2014  | Dallas | 2  | 0  | 5.0 | .000 | .000 | .000 | 0.5 | 1.0 | 0.0 | 0.0 | 0.0 |
| Total | Total  | 2  | 0  | 5.0 | .000 | .000 | .000 | 0.5 | 1.0 | 0.0 | 0.0 | 0.0 |